# Phaseolus xanthotrichus
Phaseolus xanthotrichus är en ärtväxtart som beskrevs av Charles Vancouver Piper. Phaseolus xanthotrichus ingår i släktet bönor, och familjen ärtväxter. IUCN kategoriserar arten globalt som livskraftig. Inga underarter finns listade i Catalogue of Life.